# Elof Lindström
Per Elof Lindström, född 25 augusti 1863 i Kvillinge, Östergötland, död 6 juli 1924 i Danderyds församling, var en svensk politiker och journalist.

## Biografi
Föräldrar var livgrenadjären Karl Johan Olofsson Fanor (född 1833 i Skällviks socken i Östergötland) och Maria Lovisa Lindström (född 1835 i Skällvik i Östergötland).
Efter studier vid Uppsala universitet disputerade Lindström 1892 och undervisade därefter i tyska och engelska vid bland annat Nya elementarskolan i Stockholm. Han blev ledamot av läroverkskommissionen 1899-1902 och kom därefter att arbeta vid bland annat ecklesiastikdepartementet. Efter en kris inom regeringen Lindman 1909 utnämndes Lindström först till konsultativt statsråd 1909 och blev senare ecklesiastikminister, 11 juni 1909 till 7 oktober 1911. Han representerade lantmanna- och borgarepartiet i Stockholms läns södra valkrets vid riksdagen 1921, och var chef för Postsparbanken 1916-1922.
I mars 1923 blev Lindström redaktör för Aftonbladet och på ledarplats skrev han särskilt om skol- och försvarsfrågor.
Lindström gifte sig 1907 med friherrinnan Gunhild Maria Falkengréen av ätten Falkengréen och de bodde i Villa Gårdshälla i Mörby.

## Utmärkelser
- Kommendör av första klassen av Nordstjärneorden, 6 juni 1910.[10]
- Storkorset av Badiska Zähringer Löwenorden, senast 1915.[11]
- Officer av Italienska Sankt Mauritius- och Lazarusorden, senast 1915.[11]